# Myndy Crist
Myndy Crist (Detroit (Michigan), 5 februari 1971) is een Amerikaanse actrice.

## Biografie
Crist werd geboren in Detroit (Michigan) en groeide op in Marin County. Zij studeerde af aan de School of Theater and Film van de Universiteit van Californië in Los Angeles.
Crist is getrouwd met Josh Stamberg waaruit zij een kind heeft.

## Filmografie

### Films
Uitgezonderd korte films.
- 2018 Wake. - als Molly Harrison
- 2015 Day Out of Days - als Jen
- 2013 Dark Skies – als Karen Jessop
- 2010 My Super Psycho Sweet 16: Part 2 – als Carolyn Bell
- 2007 The Jane Austen Book Club – als Lynne
- 2002 Baseball Wives – als Nicole Camden
- 2002 The Time Machine – als Jogger
- 2001 Ball & Chain – als Mallory Bulson
- 2001 Taking Back Our Town – als Lisa LaVie
- 2000 Chain of Fools – als Jeannie
- 2000 Hanging Up – als Dr. Kelly
- 2000 Gun Shy – als Myrna
- 1996 Static – als Betty Jennings

### Televisieseries
Uitgezonderd eenmalige gastoptredens.
- 2021 Snowfall - als Joanna Bird - 2 afl.
- 2019 Pearson - als McDermott Partner - 2 afl.
- 2004-2005 NYPD Blue – als Carly Landis – 2 afl.
- 2003-2004 Six Feet Under – als Dana – 4 afl.
- 1999-2000 ER – als Valerie Page – 2 afl.